# Heteropoda kobroorica
Heteropoda kobroorica là một loài nhện trong họ Sparassidae.
Loài này thuộc chi Heteropoda. Heteropoda kobroorica được Embrik Strand miêu tả năm 1911.